# Cabaret Voltaire

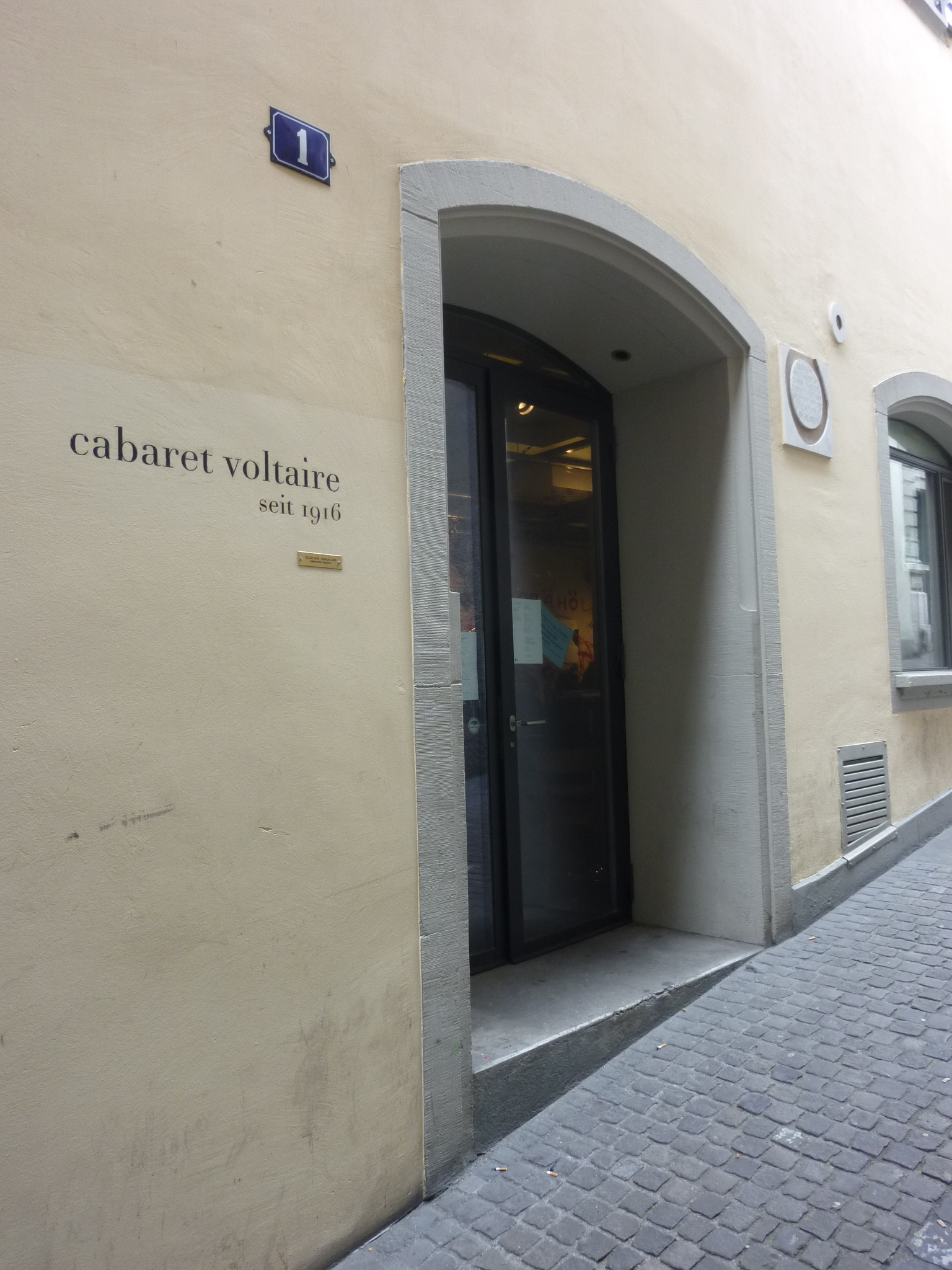
Cabaret Voltaire, Zürich

Das Cabaret Voltaire ist ein 1916 gegründeter Kulturort im Zürcher Niederdorf. Es gilt als Geburtsort des Dadaismus und diente gleichzeitig als Club, Ausstellungsraum, Beiz und Bühne.
Während des Ersten Weltkriegs gründeten vor allem junge Emigranten die gleichnamige Künstlerkneipe, um den Zeitumständen als Gemeinschaft künstlerisch zu entfliehen. Auch heute steht die kollaborative und disziplinübergreifende Auseinandersetzung sowie die lebendige Bearbeitung des Dada-Erbes im Zentrum.

## Geschichte

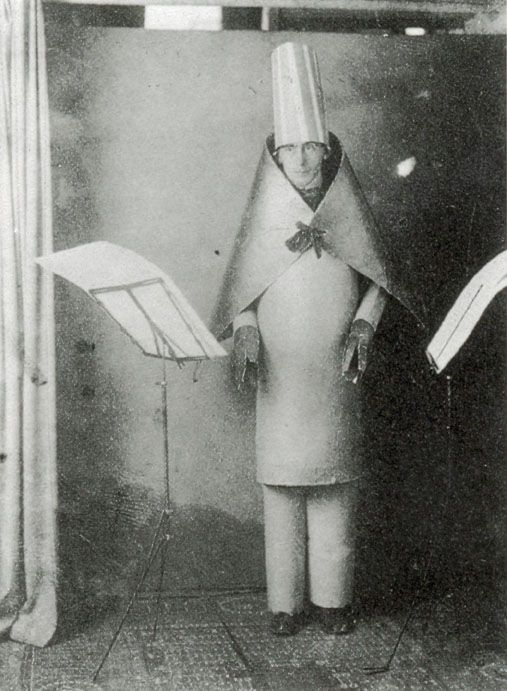
Hugo Ball bei einer Vorstellung im Cabaret Voltaire, 1916

Marcel Słodki: Plakat zum 5. Februar 1916

Im Obergeschoss der Spiegelgasse 1, im selben Haus wie die Beiz Meierei, eröffneten Hugo Ball und Emmy Hennings am 5. Februar 1916 das Cabaret Voltaire. Nur wenige Meter vom damaligen Wohnsitz Lenins in der Spiegelgasse Nr. 14 fanden dort allabendlich Veranstaltungen statt, bei denen zu Musik Manifeste, Lautgedichte, Tanz und dramatische Szenen vorgetragen wurden, unter anderem von und mit Hugo Ball, Emmy Hennings, Hans Arp, Richard Huelsenbeck, Marcel Janco, Tristan Tzara, Sophie Taeuber, Suzanne Perrottet. Zum weiteren Umkreis gehörten auch Walter Serner und Friedrich Glauser. An den Wänden hingen Bilder von Picasso, Arp, Macke, Marinetti, Modigliani und vielen anderen. Die Veranstaltungen im Cabaret Voltaire stiessen anfänglich auf heftige Kritik in den Zeitungen und in der Bevölkerung. Hugo Ball erklärte im ersten umfangreichen Programmheft zur Intention seines Kabaretts, „daß er sich dagegen verwahrt, zur deutschen Mentalität gerechnet zu werden“.

„Unser Kabarett ist eine Geste. Jedes Wort, das hier gesprochen und gesungen wird, besagt wenigstens das eine, daß es dieser erniedrigenden Zeit nicht gelungen ist, uns Respekt abzunötigen.“

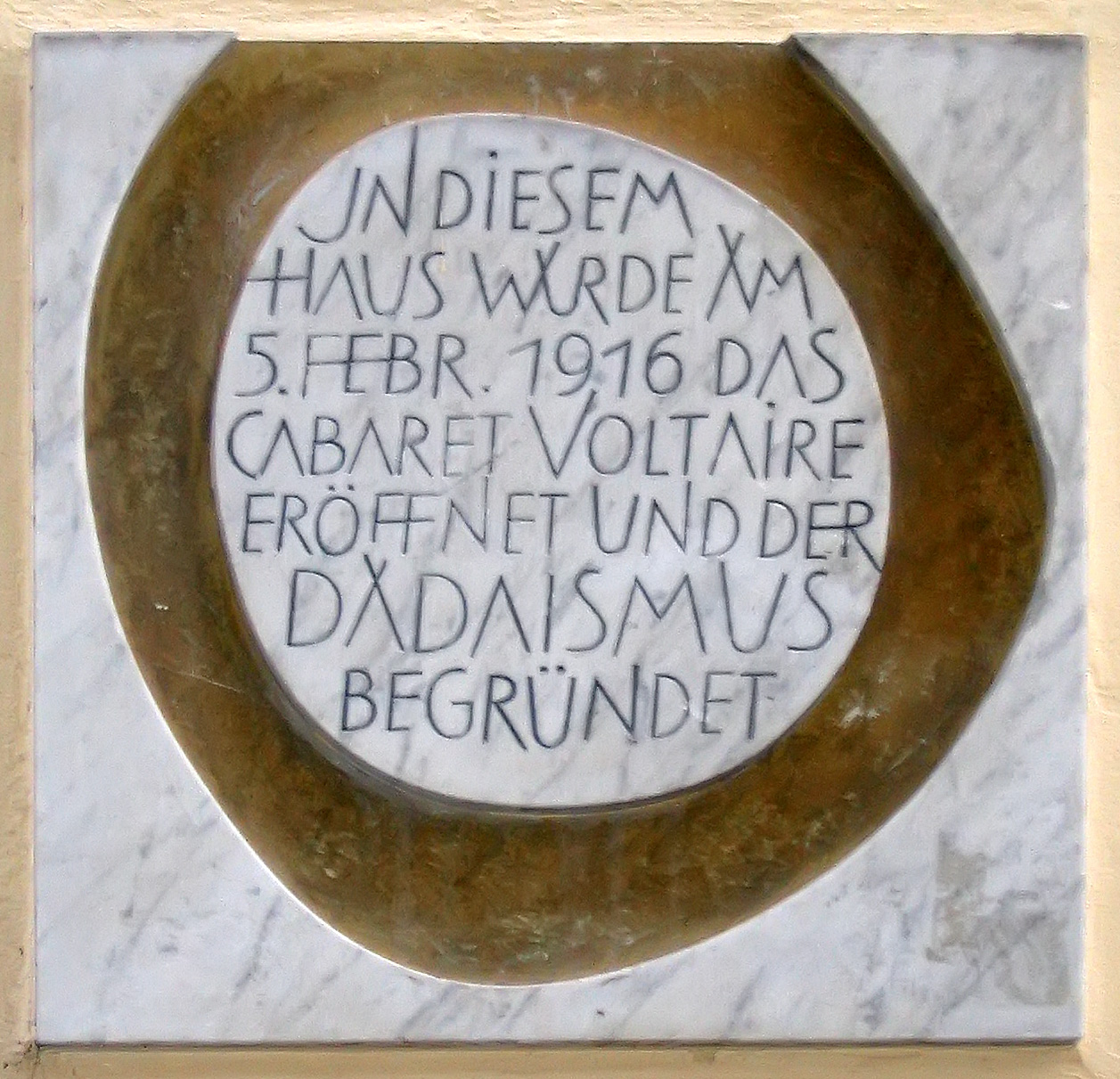
Schild an der Hauswand des Cabaret Voltaire

Im Zürich der damaligen Zeit sammelten sich zahlreiche Exilanten, die aus ihren Krieg führenden Ländern fliehen wollten oder mussten. Hugo Ball meinte später, seine Idee bei der Gründung sei gewesen, dass dort zahlreiche junge Menschen ihre Freiheit und Unabhängigkeit nicht nur leben, sondern laut proklamieren wollten.
Zürich gilt als der Gründungsort des Dadaismus, doch schon im Sommer 1916 schwärmten Gründerpersonen aus und gründeten neue Dada-Gruppen, die untereinander in Austausch standen. Neben den  Metropolen Paris, Berlin, New York gab es weitere wichtige Dadaisten in Köln, Hannover und Genf. Die zum Teil immer provokativer werdenden Aktionen der Dadaisten nutzten sich ab. Das Cabaret Voltaire wird bereits im Juli 1916 geschlossen. Im Januar 1917 fand die erste Dada-Ausstellung in der Galerie Corray am Paradeplatz in Zürich statt. Wenig später übernahmen die Dadaisten die Galerie von Han Coray und führten sie als Galerie DADA weiter. Das Jahr 1922 gilt allgemein als das Ende der Dada-Bewegung. Einige Dadaisten schlossen sich danach den Surrealisten an.

## Neuanfang des 21. Jahrhunderts
Als im Jahr 2002 die Umnutzung des Gebäudes des ehemaligen Cabaret Voltaire als Apotheke und Eigentumswohnung drohte, wurde das Gebäude von Künstlern wie Jan Theiler, Mark Divo, Mickry 3, Lennie Lee und Dan Jones aus dem Umfeld der Künstlergruppe Kroesus (auch Fondation Kroesus) besetzt. Diese Künstler versuchten, die Dada-Bewegung als Neo-Dada wiederzubeleben, veranstalteten Ausstellungen, Konzerte, offene Bühnen, Dada-Messen mit Pastor Leumund, Lesungen, Workshops, Partys und Dadafestwochen. Durch die Besetzung rückte das Gebäude und sein kunsthistorischer Kontext erstmals in das Bewusstsein der Bewohner Zürichs. Die Besetzer wurden vertrieben, das Haus wurde geräumt und der Nutzung als eine regulär von der Stadt Zürich betriebene Kulturinstitution zugeführt.
Mit dem seit 2004 in institutioneller Form bestehenden Cabaret Voltaire sind einige Post-Dadaisten wie Jonathan Meese lose assoziiert. Das neue Cabaret Voltaire entstand dank dem Einsatz von Dada-Freunden. Ab Sommer 2004 wurde Philipp Meier als Direktor und Adrian Notz als Co-Direktor eingesetzt. So konnte die Spiegelgasse 1 einer Professionalisierungsphase zugeführt werden. Bis Ende 2013 leitete Philipp Meier die Abteilung «PostDADA», während Adrian Notz «DADAlogie» aufbaute. Von 2012 bis 2019 war Adrian Notz alleiniger Direktor. Seit 2020 ist Salome Hohl Direktorin. Heute befinden sich im Eingangsbereich die «Künstler*innenkneipe» und «CV Books»; im Gewölbekeller ein Ausstellungsraum für Wechselausstellungen sowie die Dada-Vitrine; im Obergeschoss ein Veranstaltungsraum im historischen Hinterzimmer mit Bar – der damaligen «Meierei» – sowie die Dada-Bibliothek.

## Finanzierung
Der Trägerverein finanziert den Betrieb teils von öffentlicher, teils von privater Hand. Die Stadt Zürich trägt die Mietkosten. 2008 ergriff die SVP das Referendum dagegen, dass die Stadt Zürich sich weiterhin am Betrieb des Cabaret Voltaire beteilige. Das Referendumskomitee «Zürich ist nicht gaga: Keine Steuergelder für Dada!» erlitt jedoch eine klare Abfuhr. Bei der Abstimmung sprach sich eine deutliche Mehrheit der Stimmberechtigten für die Weiterbeteiligung aus, was das Weiterbestehen des Cabaret Voltaire garantierte.